# Campiña de Carmona
La Campiña de Carmona est une comarque espagnole située dans la province de Séville, en communauté autonome d’Andalousie.

## Communesde la comarque de Campiña de Carmona
- La Campana
- Carmona
- Mairena del Alcor
- El Viso del Alcor

## Sources
- www.sevillainformacion.org, « Comarcas de Sevilla » (consulté le 15 janvier 2008)

- (es) Cet article est partiellement ou en totalité issu de l’article de Wikipédia en espagnol intitulé « Campiña de Carmona » (voir la liste des auteurs).